# مامي بابا تيام
مامي بابا تيام (بالفرنسية: Mame Baba Thiam) (9 أكتوبر 1992 في السنغال - ) هو لاعب كرة قدم سنغالي في مركز الهجوم يلعب حالياً في نادي قاسم باشا.
 لعب مع إنتر ميلان وزولته فاريجيم ونادي أفيلينو ويوفنتوس ونادي عجماننادي سودتيرول ولانشانو كالتشيو 1920 ‏.

## وصلات خارجية
- مامي بابا تيام على موقع اتحاد تركيا (لاعب) (الإنجليزية)
- مامي بابا تيام على موقع قاعدة بيانات كرة القدم.إي يو (الإنجليزية)
- مامي بابا تيام على موقع ناشيونال فوتبول تيمز (الإنجليزية)
- مامي بابا تيام على موقع Soccerway.com (الإنجليزية)
- مامي بابا تيام على موقع عالم كرة القدم.نت (الإنجليزية)
- مامي بابا تيام على موقع AS.com (الإسبانية)